# دالي بن صلاح
دالي بن صلاح (مواليد 8 يناير 1992) هو ممثل فرنسي جزائري، ولد في مدينة رين لعائلة من أصل جزائري، أشتهر لدوره في فيلم لا وقت للموت.

## روابط خارجية
- دالي بن صلاح على موقع IMDb (الإنجليزية)
- دالي بن صلاح على موقع ألو سيني (الفرنسية)
- دالي بن صلاح على موقع ميوزك برينز (الإنجليزية)
- دالي بن صلاح على موقع قاعدة بيانات الفيلم (الإنجليزية)